# Rik Schouw
Rik Schouw (Roosendaal, 14 maart 1991) is een Nederlandse voormalig voetballer die als verdediger of middenvelder speelde. Hij speelde in de jeugd voor AFC Ajax en voor de selecties van (Jong) PSV en Achilles '29.

## Clubcarrière
Schouw begon in zijn geboortestad met voetballen. Hij startte bij amateurvereniging DVO '60. Toen Schouw acht jaar was, werd hij gescout door RBC Roosendaal. Bij RBC ontwikkelde Schouw zich en mocht hij meespelen in Nederlandse jeugdelftallen. In 2006 verruilde Schouw RBC voor AFC Ajax. Ook Feyenoord, PSV en Willem II toonden destijds belangstelling voor de middenvelder. Toen Schouw in de B1 zat, tekende hij een driejarig contract bij Ajax, wat hem tot medio 2011 zou binden. Vervolgens kwam hij uit voor Ajax A1 en voor Jong Ajax.
Op 31 januari 2011 werd bekendgemaakt dat Schouw voor de rest van het seizoen aan Almere City FC verhuurd werd. Op 7 februari 2011 maakte hij zijn debuut in het betaalde voetbal. Met Almere verloor hij met 2-4 van MVV Maastricht. Vanaf het seizoen 2011/12 maakte Schouw de overstap naar NAC Breda. Na de voorbereiding ging hij voor Jong NAC spelen. Het verblijf van Schouw in Breda was echter niet van lange duur. In januari 2012 maakte Schouw de overstap, terug naar AFC Ajax waar hij op amateurbasis voor Jong Ajax ging spelen.

### PSV
In juni 2012 maakt Schouw de overstap naar PSV waar hij een tweejarig contract ondertekende en vooral voor de beloften uitkwam. Hij werd voor het eerst bij een wedstrijdselectie van het eerste gehaald op 22 november 2012 in de Europa League-wedstrijd tegen Dnjepr Dnjepropetrovsk. Hij debuteerde op 18 december van dat jaar in de achtste finales van de KNVB beker tegen Rijnsburgse Boys waar hij in de 65ste minuut in het veld kwam voor Kevin Strootman toen de uiteindelijke eindstand van 0-4 al was bereikt. Vanaf het seizoen 2013/14 komt Jong PSV uit in de Jupiler League. Hierin speelde Schouw tot 2014 veertien wedstrijden, waarvan acht als invaller. Zijn debuut maakte hij op 3 augustus op bezoek bij Sparta Rotterdam in de eerste wedstrijd van het seizoen.

### Achilles '29
Op 20 januari 2014 werd bekend dat promovendus Achilles '29 Schouw op amateurbasis had aangetrokken vanwege de vele blessures die de club teisterde. Schouw had zijn contract bij PSV laten ontbinden. Door een blessure bij Kürşad Sürmeli begon hij op 25 januari ook gelijk in de basis op bezoek bij koploper FC Dordrecht. De wedstrijd ging echter met 4-2 verloren. Ook een week later in de thuiswedstrijd tegen FC Emmen (0-0) stond hij 90 minuten in het veld. Op 13 april 2014 beëindigde Achilles '29 de samenwerking met Schouw. Schouw bleef tijdens de wedstrijd tegen FC Den Bosch thuis omdat hij geen basisplaats had gekregen en daarop besloot Achilles '29 de samenwerking per direct te beëindigen.
In juni 2014 werd bekend dat hij voor de amateurs van RKSV Halsteren gaat spelen.